# Jean-François Gaultier de Biauzat
Jean-François Gaultier de Biauzat es un abogado, político y periodista francés, nacido en Vodable el 23 de octubre de 1739, muerto en Paris el 22 de febrero de 1815.

## Carrera política

Juramento del juego de pelota de Jacques Louis David, el artista representó a Gaultier de Biauzat entre los parlamentarios que juraban no separarse más.

Entró en política convirtiéndose en 1787 miembro del consejo judicial de la Asamblea Provincial de Auvernia. Al año siguiente, publicó un folleto favorable a la abolición de los derechos feudales: Agravios sobre los recargos que el pueblo del pueblo soporta en toda clase de impuestos, con observaciones históricas y políticas sobre el origen y tamaño de los aumentos. Elegido diputado del Tercer estado para representar a la sénéchaussée de Clermont en los Estados Generales, estuvo en París durante los disturbios de Réveillon, que presenció con miedo, a finales de abril de 1789. Toma el juramento del juego de pelota el 20 de junio de 1789. Del éxito de su correspondencia diaria con sus amigos políticos en Clermont-Ferrand nació la idea del Journal des Débats, cuyo primer número se publicó el 30 de de agosto de 1789.
Al elegir los nombres de los departamentos en 1790, aboga por que el departamento del cual Clermont-Ferrand es la capital no se llame Mont-d'Or sino Puy-de -Dôme, temiendo que el nombre "Mont-d'Or" fuera demasiado rico.
Fue elegido alcalde de Clermont-Ferrand en enero de 1790, pero dimitió en 1791 cuando fue elegido juez por el cuarto arrondissement de París; Georges Couthon está a cargo de manejar los negocios en curso de la firma de abogados. Miembro del Club des Jacobins, aparentemente se unió al Club des Feuillants durante algún tiempo después de la huida del rey. Al día siguiente día del 10 de agosto de 1792, regresó a Auvernia, donde fue arrestado el 22 de marzo de 1794. Liberado tras la 9-Thermidor (27 de julio de 1794), este moderado adoptó opiniones más radicales ante el avance de la Contrarrevolución. Nombrado alcalde de Clermont-Ferrand en noviembre de 1794 por el representante en misión Joseph-Mathurin Musset, fue destituido el 16 de julio de 1795.